# Xã Medary, Quận Brookings, Nam Dakota
Xã Medary (tiếng Anh: Medary Township) là một xã thuộc quận Brookings, tiểu bang Nam Dakota, Hoa Kỳ. Năm 2010, dân số của xã này là 1.427 người.